# Carnsalloch House

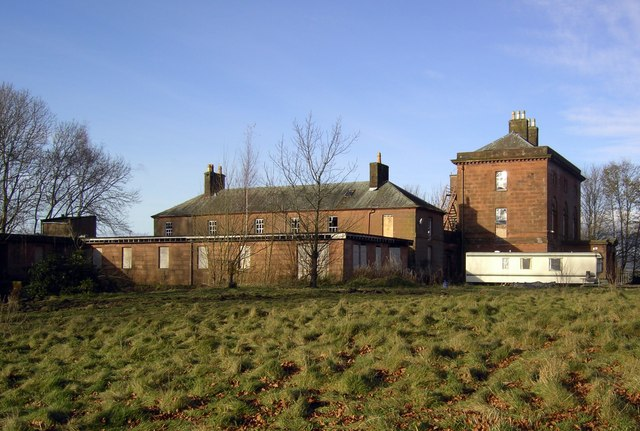
Carnsalloch House

Carnsalloch House ist ein Herrenhaus nahe der schottischen Ortschaft Kirkton in der Council Area Dumfries and Galloway. 1979 wurde das Bauwerk in die schottischen Denkmallisten in der höchsten Denkmalkategorie A aufgenommen. Des Weiteren sind die zugehörigen Stallungen sowie die Privatkapelle des Anwesens separat als Kategorie-A-Bauwerke klassifiziert.

## Geschichte
Das Gebäude wurde in den 1750er Jahren für Alexander Johnstone erbaut. Bei diesem handelte es sich um ein Apotheker aus London. Möglicherweise beauftragte Johnstone den englischen Architekten Isaac Ware mit den Arbeiten. Obschon kein direkter Beleg existiert, ist in einer Publikation Wares Arbeit für Johnstone erwähnt. Der Nordflügel wurde 1759 hinzugefügt. Im frühen 19. Jahrhundert wurde die Frontseite überarbeitet. An den Nord- und Südseiten wurden später moderne Anbauten ergänzt. Ab den späten 1960er Jahren besaß die Leonard Cheshire Foundation Carnsalloch House. Um die Jahrtausendwende diente es dann für einen kurzen Zeitraum als Privatschule.
2007 wurde das leerstehende Carnsalloch House in das schottische Register gefährdeter denkmalgeschützter Bauwerke aufgenommen. Für Investoren wurde 2012 aus einem Denkmalpflegebudget ein Betrag in Höhe von 364.000 £ zur Verfügung gestellt. Ein eingereichter Antrag auf Restaurierung und Umnutzung wurde 2014 abschlägig beschieden. Zuletzt 2014 wurde der Zustand von Carnsalloch House als schlecht bei gleichzeitig hohem Risiko eingestuft.

## Beschreibung
Carnsalloch House liegt rund einen Kilometer südwestlich von Kirkton und vier Kilometer nördlich des Zentrums von Dumfries nahe dem Ostufer des Nith. Flügel flankieren die ostexponierte Frontseite des dreistöckigen, palladianisch gestalteten Herrenhauses. Die Frontseite ist drei Achsen weit. Zentral tritt eine Porte-cochère mit ionischen Pilastern, Fries und abschließendem Dreiecksgiebel hervor. Dieser Bauteil wurde erst im frühen 19. Jahrhundert hinzugefügt. Im Obergeschoss sind drei Venezianische Fenster angeordnet. Unterhalb des schiefergedeckten Walmdaches läuft ein Traufgesims um.
Die flankierenden Flügel sind entlang der Ostseite jeweils eine Achse weit. Sie sind einstöckig gebaut und erstrecken sich parallel zum Hauptgebäude. Sie sind über eine Blendmauer mit blinden Nischen und Portalen mit Gesimsen und Architraven mit diesem verbunden.

## Stallungen
Die rund 200 m östlich des Herrenhauses gelegenen Stallungen stammen aus derselben Bauzeit. Der klassizistisch ausgestaltete Komplex weist einen quadratischen Grundriss auf. Das Mauerwerk besteht aus grob zu Quadern behauenem roten Stein mit polierten Natursteineinfassungen. Einstöckige längliche Gebäude umschließen einen wuchtigen Turm im Zentrum. Alle vier Fassaden sind mittig mit gebrochenen Dreiecksgiebeln gestaltet. Die darunterliegenden Rundbogentore reichen dabei bis in das Giebeldreieck hinein. Unterhalb des Daches läuft ein Kranzgesims um.
1992 erfolgte der Eintrag des leerstehenden Gebäudes in das schottische Register für gefährdete Denkmäler. Sein Zustand wurde 2014 als sehr schlecht bei gleichzeitig hoher Gefährdung eingestuft.

## Carnsalloch Chapel at the Mount
Die Privatkapelle liegt rund 700 m nordöstlich von Carnsalloch House. Das um 1850 errichtete Gebäude ist neogotisch ausgestaltet. Das Mauerwerk besteht aus roten Steinquadern mit polierten Natursteineinfassungen. Die Spitzbogenfenster schließen mit Gesimsen. Abgekaffte Strebepfeiler flankieren das zweiflüglige Hauptportal an der Westseite. Dieses ist mit gedrücktem Spitzbogen und einem abschließende Maßwerk mit Bleiglasfenstern gestaltet. An der Ostseite schließt die Kapelle mit einer polygonalen Apsis.
Wie auch das Herrenhaus wurde die Carnsalloch Chapel 2008 im Verzeichnis gefährdeter denkmalgeschützter Bauwerke in Schottland gelistet. Ihr Zustand wurde 2014 als sehr schlecht bei gleichzeitig hoher Gefährdung eingestuft.